# Raimundo II de Trípoli
Raimundo II de Trípoli (c.1115-1152) foi conde de Trípoli de 1137 até à sua morte, sucedendo ao seu pai. Era filho de Pôncio de Trípoli com Cecília de França.

## Herança do condado
Em 1137 casou-se com Hodierna, filha do rei Balduíno II de Jerusalém. Pouco depois, no mesmo ano sucedeu ao pai à frente do Condado de Trípoli, após Pôncio morrer em batalha contra o exército do sultão de Damasco. Presente na batalha, Raimundo considerou os cristãos sírios de Trípoli responsáveis pela traição que causou a derrota e morte do pai, e depois aprisionou um grande número destes, torturou-os e matou-os, no que foi apoiado e elogiado pelos cristão latinos do seu condado.
| Raimundo II de Trípoli                           | Levou-lhes diversas torturas na presença do povo e, na justa proporção da enormidade do crime que haviam cometido, fez-lhes sofrer a morte nas suas formas mais cruéis. [...] Tais foram as primeiras provas de valor mostradas pelo jovem conde, pelas quais ganhou o afecto de todo o seu povo e a aprovação universal. | Raimundo II de Trípoli |
| — Tradução livre da crónica de Guilherme de Tiro | |                        |

Ainda no mesmo ano, o atabei Zengui de Alepo e Mossul cercou o castelo de Baarin no território de Trípoli. Raimundo solicitou a ajuda do rei Fulque de Jerusalém, mas o líder muçulmano derrotou-os e Raimundo foi aprisionado. Zengui continuou o cerco mas iniciou negociações com os sitiados quando teve notícias da iminente chegada de um exército comandado por Raimundo de Antioquia, Joscelino II de Edessa e pelo imperador bizantino João II Comneno, nessa altura a negociar em Antioquia. As forças cristãs cercadas em Barin não tinham conhecimento dos movimentos dos seus aliados e concordaram em ceder o castelo ao muçulmano em troca da libertação do seu conde.
Em 1142 Raimundo estabeleceu a Ordem do Hospital no condado, doando-lhes a Fortaleza dos Cavaleiros, uma enorme fortaleza na estrada de Damasco ao mar Mediterrâneo, bem como outros castelos menores. Esta ordem militar era virtualmente independente do condado e frequentemente responsável pela protecção das fronteiras de Trípoli, muitas vezes atacadas pelos muçulmanos de Damasco e pelas forças de Zengui.

## Conflito com Afonso-Jordão de Toulouse

Os estados cruzados do Levante em 1135

Raimundo II era bisneto de Raimundo IV de Toulouse (ou Raimundo I de Trípoli), um dos líderes da Primeira Cruzada e o fundador deste condado, ainda antes da conquista da cidade de Trípoli. No entanto, descendia do primeiro através de Bertrando de Toulouse, um filho ilegítimo. Quando Afonso-Jordão de Toulouse, o filho legítimo de Raimundo IV, chegou à Terra Santa na Segunda Cruzada em 1147, temia-se que pudesse fazer valer a sua pretensão ao condado.
Afonso-Jordão morreu subitamente a caminho de Jerusalém, pelo que imediatamente se suspeitou de ter sido envenenado, possivelmente pela rainha Melisende de Jerusalém a pedido da sua irmã, Hodierna de Trípoli, esposa de Raimundo II. Esta acusação nunca foi provada, mas Raimundo recusou oferecer qualquer ajuda à cruzada, que terminou em fracasso.
Depois, o filho de Afonso-Jordão, também chamado Bertrando e também ilegítimo, tomou o castelo de Araima em Trípoli. Raimundo procurou a ajuda do filho e herdeiro de Zengui, Noradine, bem como do governador de Damasco, Muinadim Unur. Estes aliados muçulmanos retomaram Araima, que devolveram a Raimundo, e aprisionaram Betrando e a sua família.

## Descendência e sucessão
Do seu casamento em 1137 com Hodierna, filha do rei Balduíno II de Jerusalém e de Morfia de Melitene, nasceram:
- Raimundo III de Trípoli, seu herdeiro no condado
- Melisende de Trípoli

O matrimónio de Raimundo foi conflituoso. Tal como as suas irmãs, Hodierna era uma mulher independente, mas o conde de Trípoli reprovava este comportamento e mantinha-a em reclusão. Havia inclusivamente rumores de que a sua filha Melisende de Trípoli (baptizada com o prenome da rainha de Jerusalém) era filha de uma relação adúltera. Melisende de Jerusalém e o seu filho Balduíno III tiveram de intervir politicamente no condado em 1152.
Raimundo e Hodierna concordaram em reconciliar-se, mas foi decidido que a condessa deveria voltar a Jerusalém com a irmã por um curto período de tempo. O conde acompanhou-os a cavalo durante um curto percurso, e ao voltar a Trípoli foi morto pela Ordem dos Assassinos em frente aos portões da cidade, juntamente com dois dos seus cavaleiros. Foi assim o primeiro não-muçulmano a ser morto pelos Assassinos, provavelmente em retaliação ao estabelecimento da Ordem do Hospital no condado.
Hodierna voltou imediatamente aos seus domínios para assumir a regência do condado em nome do seu filho Raimundo III, ainda uma criança. Balduíno III garantiu o apoio dos nobres de Trípoli e Hodierna concordou em ceder o castelo de Tartous aos Cavaleiros Templários, para se defenderem dos ataques de Noradine, que invadira estas terras ao tomar conhecimento da morte de Raimundo II.
Melisende de Trípoli, a sua filha, foi posteriormente considerada para esposa do imperador bizantino Manuel I Comneno. O acordo matrimonial parecia confirmado e a jovem Melisende foi até referida como a futura imperatriz. No entanto, quando Manuel soube da sua suposta ilegitimidade, casou-se com Maria de Antioquia. Raimundo III assumiu isto como uma ofensa pessoal e em retaliação atacou Chipre, nessa época em mãos bizantinas.